# Sára Salkaházi

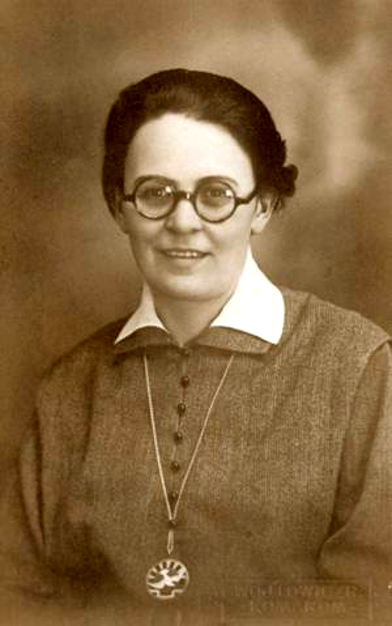
Sára Salkaházi

Sára Salkaházi (geb. Sára Schalkház; * 11. Mai 1899 in Kassa, Königreich Ungarn, Österreich-Ungarn; † 27. Dezember 1944 in Budapest) war eine ungarische katholische Ordensfrau und Märtyrerin. Während der deutschen Besetzung Ungarns und der Herrschaft der Pfeilkreuzler rettete sie zahlreichen Juden das Leben und wurde dafür ermordet. Postum wurde sie 1969 als Gerechte unter den Völkern geehrt. Die römisch-katholische Kirche sprach sie 2006 selig.

## Herkunft und Ausbildung

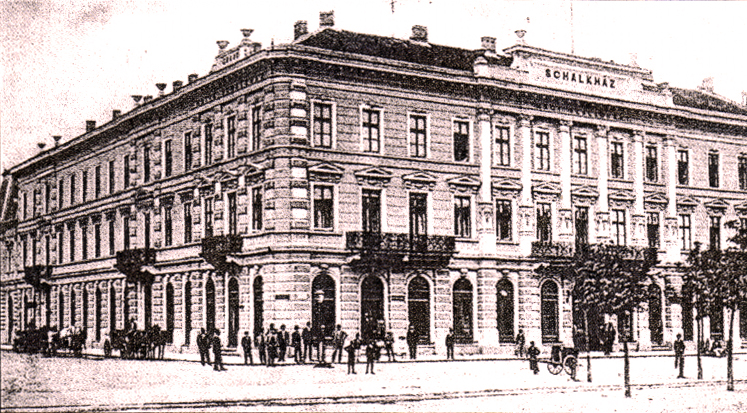
Das Hotel Schalkház in Kassa

Sára war eines von drei Kindern des Ehepaares Lipót und Klotild Schalkház, Betreiber des gleichnamigen (1964 abgerissenen) Grand Hotels in Kassa (heute Košice, Slowakei). Ihr Vater starb früh. Nach Abschluss der Schule machte sie eine Ausbildung zur Volksschullehrerin. Nach dem Anschluss ihrer Heimatstadt an die Tschechoslowakei weigerte sich die überzeugte ungarische Patriotin jedoch, einen Treueschwur auf den neuen Staat abzulegen, und verlor daraufhin ihre Stellung. Sie machte anschließend eine Buchbinderlehre und arbeitete später als Journalistin. Zudem verfasste sie bereits seit ihrer Teenagerzeit literarische Texte, etwa Theaterstücke und Kurzgeschichten. 1922–23 war sie für kurze Zeit mit einem angehenden Gutsverwalter verlobt, brach jedoch aus eigenem Antrieb die Verlobung ab.
In ihrer Jugend galt Sára als dickköpfig und rebellisch, aber auch als großherzig und treu. Auch ihr religiöser Glaube hatte in der Zeit vor ihrem Ordenseintritt Krisen zu bestehen. Sie galt als „moderne“ Frau, die gerne rauchte und im Kaffeehaus saß.

## Leben im Orden

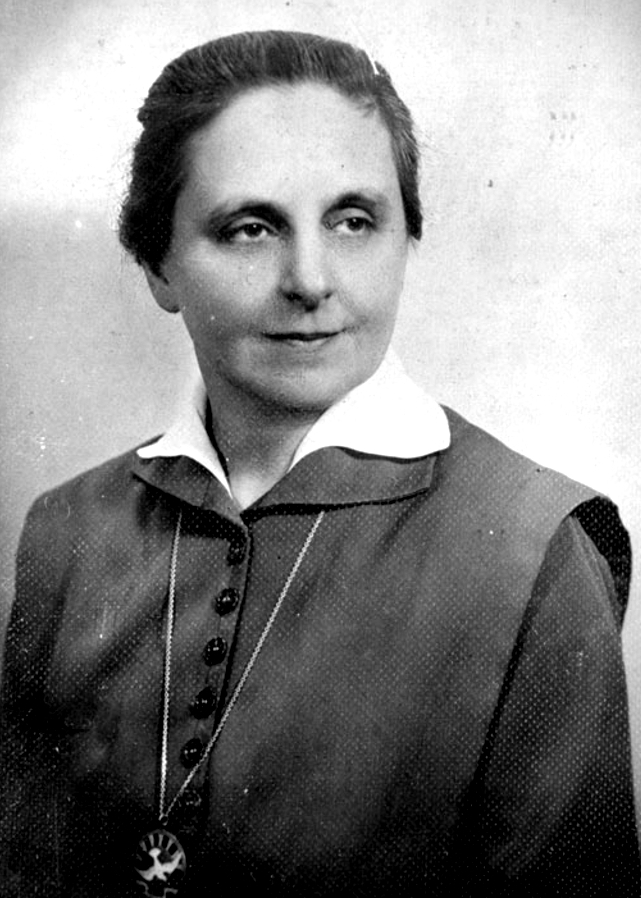
Ordensgründerin Margit Schlachta

1927 lernte sie die von der ungarischen Ordensfrau und Politikerin Margit Slachta erst wenige Jahre zuvor (1923) gegründete Ordensgemeinschaft der Schwestern des Sozialen Dienstes kennen. Die Schwestern lebten nach relativ flexiblen Regeln, trugen ein schlichtes, modern wirkendes graues Ordensgewand ohne Schleier und engagierten sich insbesondere in der Jugend- und Frauenbildung und im christlichen Journalismus. 1929 durfte Sára als Novizin in den Orden eintreten. Zu Pfingsten 1930 legte sie ihre ersten Gelübde ab. Sie verausgabte sich in folgenden Jahren in vielerlei Tätigkeiten, so dass sie 1934 erschöpft in ihre Heimatstadt zurückkehren musste. Ihre Erschöpfung wurde von ihren Vorgesetzten als Unsicherheit über ihre Berufung gewertet, so dass sie ihre Gelübde ein Jahr lang nicht erneuern durfte.
1937 meldete sie sich für die Mission in Brasilien, doch der Umstand, dass sie noch tschechoslowakische Staatsbürgerin war, verhinderte einen sofortigen Einsatz. Sie übersiedelte im gleichen Jahr nach Budapest, um die ungarische Staatsbürgerschaft erwerben zu können, doch aufgrund des Kriegsausbruchs 1939 kam es nicht mehr zur Fahrt nach Südamerika.
Zu Pfingsten 1940 legte sie ihre ewigen Gelübde ab. Ihr Wahlspruch wurde Ecce ego, mitte me! (Hier bin ich, sende mich – (Jes 6,8 )). 1942 änderte sie aus Protest gegen den Aufstieg des Nazismus ihren deutsch klingenden Familiennamen auf das ungarische Salkaházi.

## Judenrettung und Tod
Die Schwestern des Sozialen Dienstes setzten sich während des Holocaust in Ungarn energisch für die Rettung der Juden ein. Schwester Sára dürfte persönlich für die Rettung von rund 100 Menschen verantwortlich gewesen sein. Im Herbst 1943 legte sie heimlich ein Gelübde ab, von dem damals nur ihre Vorgesetzten wussten: Sie war bereit, das Martyrium anzunehmen, wenn ihren Mitschwestern in der Verfolgung nichts geschah.
Am 27. Dezember 1944 wurde das von Schwester Sára geleitete Arbeiterinnenheim in der Budapester Bokréta utca von Pfeilkreuzlern umzingelt. Die Schwestern waren durch eine Mitarbeiterin, die 18-jährige Erzsébet Dömötör, angezeigt worden. Das junge Mädchen war aufgrund ihres „ungebührlichen“ Verhältnisses mit einem im Gebäude einquartierten Soldaten von Salkaházi am Vortag in ein anderes Heim versetzt worden. Die Bewaffneten nahmen vier mutmaßliche Juden sowie die Religionslehrerin Vilma Bernovits mit sich. Schwester Sára kam in diesem Augenblick nach Hause, floh aber nicht, sondern stellte sich mutig den Pfeilkreuzlern. Die sechs Festgenommenen wurden an das Donauufer gebracht. Sie mussten sich ausziehen und wurden anschließend erschossen; nur einem jungen Mann gelang mit einem Sprung ins Wasser die Flucht. Nach Zeugenaussagen machte Schwester Sára kurz vor ihrer Ermordung ein Kreuzzeichen. Die Leichen wurden in die Donau geworfen und nie gefunden.

## Nachleben, Ehrungen und Seligsprechung

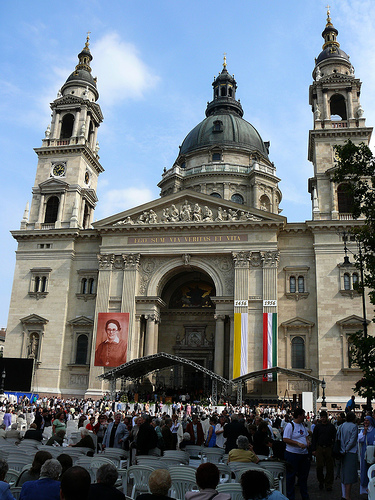
Seligsprechung vor der Basilika in Budapest 2006

Erzsébet Dömötör, die die Schwestern bei den Pfeilkreuzlern angezeigt hatte, wurde 1945 festgenommen, konnte jedoch später untertauchen. Sie wurde 1949 in Abwesenheit zu zehn Jahren Haft verurteilt. Ihr weiteres Schicksal ist unbekannt.
Schwester Sára geriet zunächst weitgehend in Vergessenheit, erst ein Prozess gegen ehemalige Pfeilkreuzler 1966–67 in Budapest warf wieder ein Licht auf ihre Rolle und die Umstände ihres Todes. 1969 wurde sie von der Jerusalemer Holocaust-Gedenkstätte Jad Vaschem zur Gerechten unter den Völkern erklärt. Am 17. September 2006 wurde Sára Salkaházi in Budapest als Märtyrerin von der katholischen Kirche seliggesprochen.
Der Ort von Salkaházis Hinrichtung, der Donau-Kai südlich der Budapester Freiheitsbrücke (Szabadság-híd) auf der Pester Seite, ist heute nach ihr benannt. Die ungarische Hauptstadt ehrt mit der Benennung der Kai-Abschnitte Personen, die während des Holocausts Juden gerettet hatten  (u. a. Margit Schlachta, Raoul Wallenberg, Carl Lutz, Angelo Rotta).
Weiters sind ein Park in der Nähe der Bokréta utca im IX. Gemeindebezirk sowie eine Pfarrkirche und eine katholische Schule im XV. Gemeindebezirk nach Sára Salkaházi benannt.